# Parque nacional Islas de Santa Fe

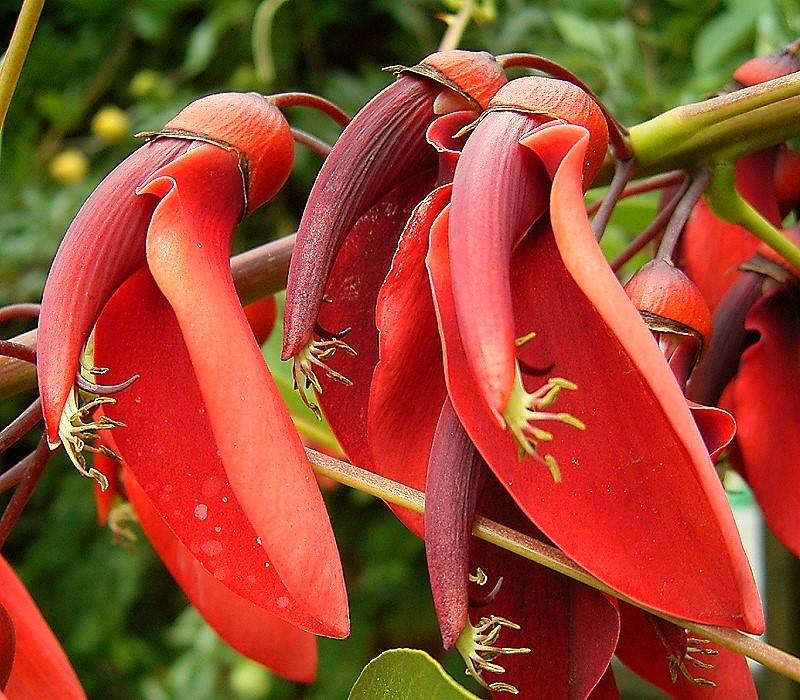
Flor de ceibo.

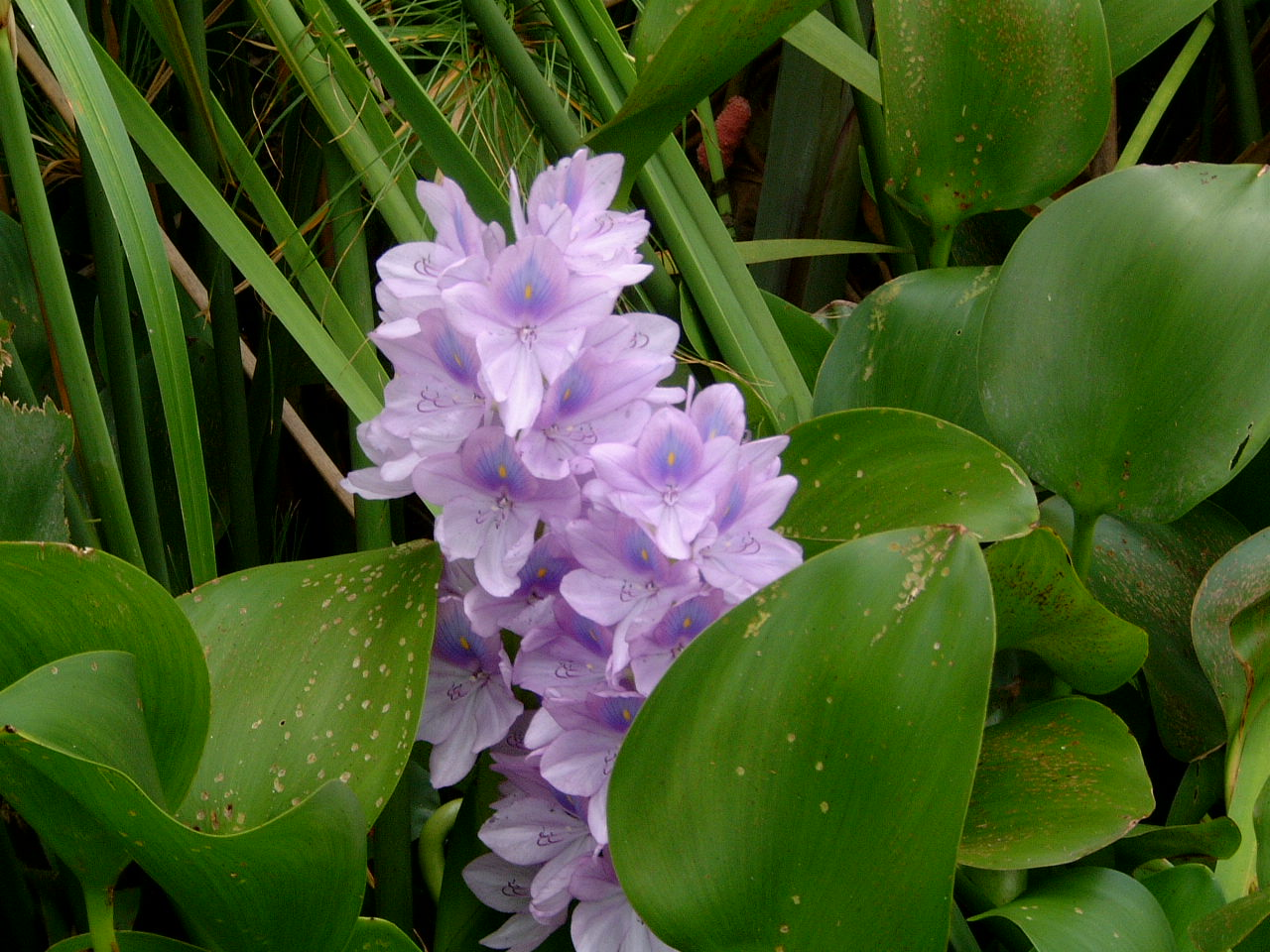
Flor de camalote.

El Parque Nacional Islas de Santa Fe es un área natural protegida ubicada en el departamento San Jerónimo de la provincia de Santa Fe en Argentina, frente a la localidad de Puerto Gaboto, en las coordenadas 32°26′00″S 60°49′00″O / -32.43333, -60.81667. Es una zona ubicada a 50 km al norte de Rosario y a 60 km al sur de la capital provincial. 
Es el único parque nacional de Argentina que es completamente insular.
Fue creado por ley nacional n.º 26.648, de autoría del senador nacional (MC) Rubén Giustiniani, sancionada el 13 de octubre de 2010 por el Congreso de la Nación y promulgada el 15 de noviembre de 2010 por el Poder Ejecutivo.
La dinámica del Río Paraná dio origen a las islas que hoy conforman el área protegida. Arroyos, lagunas y el río serpentean entre ellas formando parte del paisaje.
El interior inundable de las islas está dominado por pajonales de paja de techar, canutillos, juncales y camalotales, en tanto que los albardones más elevados son ocupados por especies leñosas como alisos de río, curupíes y ceibos.
La fauna se encuentra representada por mamíferos como lobitos de río y carpinchos. La pollona azul, la jacana, gallinetas y diversas especies de patos y garzas son algunas de las muchas aves que se puede divisar.
Las tortugas de laguna y la tortuga pintada son bastante comunes entre los reptiles presentes, como los sábalos, bogas, bagres y tarariras lo son entre los peces, grupo que incluye, además, al “tigre de los ríos”: el dorado.

##### Emblema
Íntimamente ligado al agua, el carpincho (Hydrochoerus hydrochaeris) es el roedor más grande del mundo y un nadador experimentado. Sus patas poseen dedos unidos por una membrana que facilitan su desplazamiento.
Se mueven en grupos familiares que marchan en fila a alimentarse de plantas acuáticas y vegetación que encuentra a los lados de ríos y arroyos. Si advierten algún peligro, se alertan con un sonido que recuerda a un ladrido, tras lo cual se arrojan al agua.
El irupé (Victoria cruziana) es una de las plantas acuáticas más grandes del mundo. Posee enormes hojas circulares que flotan sobre la superficie de las aguas y llegan a medir hasta dos metros de diámetro. Su nombre en lengua guaraní significa "plato de agua" por la forma que adquieren sus hojas. Sus llamativas flores son de color blanco y rosado.

##### Sitios para visitar y actividades
- El parque, en etapa de formación, carece por completo de infraestructura receptiva. Su carácter será definido por el futuro plan de manejo.
- Parque Nacional Pre Delta (una hora de lancha al noreste, sobre la banda opuesta del río Paraná).
- Convento de San Lorenzo (a 38 km de Puerto Gaboto, por RP 95 y RN 11).
- Rosario (a 65 km, por AU Rosario-Santa Fe).
- Santa Fe (a 110 km, por RP 95 y AU Rosario-Santa Fe).
- Ruinas de Cayastá (a 192 km por RP 95, AU Rosario-Santa Fe y RP 1).

##### Servicios
- En Puerto Gaboto hay posadas, áreas de acampe y restaurantes especializados en pescado de río.
- Tanto la capital santafesina como Rosario cuentan con un completo equipamiento turístico.
- Hay numerosas estaciones de servicio a lo largo de la Autopista Rosario-Santa Fe.

## Creación y legislación
La reserva natural estricta El Rico fue creada por decreto n.º 4070/1968 de la provincia de Santa Fe. La ley provincial n.º 12175, sancionada el 30 de octubre de 2003, creó el Sistema Provincial de Áreas Naturales Protegidas y la declaró área natural protegida sujeta a su régimen.

ARTICULO 77.- Decláranse Áreas Naturales Protegidas sujetas al régimen establecido en la presente ley (...) 3- Reserva Natural Estricta “El Rico” creada por Decreto Nº 04070/68, modificada por Decretos N° 00899/70, 4269/76 y 0758/99.

El 14 de agosto de 2008 fue sancionada la ley provincial n.º 12901 por la cual se facultó al Poder Ejecutivo provincial a ceder al Estado Nacional la jurisdicción y dominio de las islas para crear el parque nacional:

ARTÍCULO 2.- Facúltase al Poder Ejecutivo Provincial a disponer la cesión a favor del Estado Nacional de la jurisdicción y dominio del territorio de islas de dominio fiscal provincial no afectados por la Ley 12.086 o que en el futuro sean desafectados de la misma, comprendidos dentro de los límites que se describen en el Anexo I de la presente ley, con cargo de incorporarlo al sistema de la Ley Nacional N° 22.351, de Parques Nacionales, Monumentos Naturales y Reservas Nacionales, como ampliación del futuro Parque Nacional "Islas de Santa Fe".

El 19 de enero de 2009 el gobierno de Santa Fe cedió al Estado Nacional el dominio y jurisdicción de la reserva natural estricta El Rico mediante el decreto n.º 26/2009 con destino a la creación de un parque nacional.
El 13 de octubre de 2010 el Congreso de la Nación sancionó una ley de autoría del senador nacional (MC) Rubén Giustiniani por la cual se aceptó la cesión de dominio y jurisdicción de 8 parcelas insulares y se creó el parque nacional Islas de Santa Fe. La ley fue promulgada por el Poder Ejecutivo el 15 de noviembre de 2010 bajo el n.º 26648:

ARTICULO 1º — Acéptase la cesión de jurisdicción y dominio efectuada por la provincia de Santa Fe a favor del Estado Nacional mediante el Decreto Nº 26, de fecha 19 de enero de 2009, sobre los siguientes inmuebles fiscales provinciales (...)
 ARTICULO 3º — En cumplimiento de la condición institucional aceptada mediante el artículo 1º de la presente, y encontrándose reunidos los requisitos establecidos en los artículos 1º, 3º, 4º y concordantes de la Ley 22.351, créase en el área cedida y aceptada el Parque Nacional "Islas de Santa Fe", el cual quedará sometido al régimen de la citada Ley de Parques Nacionales, Monumentos Naturales y Reservas Nacionales.

## Características del parque nacional
Este parque nacional fue constituido con los inmuebles fiscales provinciales correspondientes a una decena de islas fluviales: isla Campo El Rico (la de mayor superficie), el Conscripto, y la Gallina, Mabel o Chingolo, El Lago, Del Medio o De Lillo, El Alisillar y Pajas Blancas, sumando un total de 2900 has. Según la promesa del ministro provincial de Aguas, Servicios Públicos y Medio Ambiente, Antonio Ciancio, su superficie aumentará en el futuro: «...un área...a la que iremos incorporando poco a poco más terrenos.»
Son muchos los ríos, riachos, canales, arroyos, lagunas y esteros en el parque nacional, destacando: el río Paraná, el río Coronda, el riacho El Ternero, etc.
El área insular está sometida a épocas de sequía, o de bajantes del río Paraná, las que alternan con periódicas crecientes e inundaciones de vastas zonas en época otoño-estival. Sutiles desniveles del terreno permiten separar sectores con diferentes probabilidades de inundación, uno de los factores determinantes de la diversidad ambiental de la zona. 
Sumado al parque nacional Predelta, que se extiende hacia el norte ya en el territorio entrerriano, conforman un área protegida de gran longitud y relevante importancia para la zona del litoral argentino.

### Características del valle de inundación del río Paraná
El parque se sitúa en el sistema de islas del denominado valle de inundación del río Paraná, en su curso medio, el cual es muy ancho, oscilando en la provincia de Santa Fe entre 10 y 20 km. Todo este valle de inundación está ocupado por depósitos aluviales que la dinámica del río modifica constantemente.
La presencia permanente de grandes cuerpos de agua, quietos o en movimiento, genera efectos climáticos locales de alta humedad ambiente y atemperamiento de los extremos de temperatura diarios y estacionales, lo que ha permitido la presencia uniforme de comunidades y especies típicas de las ecorregiones subtropicales húmedas.

### Flora
La mayor parte de la superficie del Parque está ocupada por pajonales y comunidades de plantas acuáticas, con esteros en los bajos, y bosque higrófilo en los puntos más altos, linderos a los ríos (albardones),Con grandes capas de vegetación sobre las costas de los ríos (Sobre todo del Paraná).
La vegetación nativa característica de las islas del valle de inundación del río Paraná medio es, en parte, una ramificación de las selvas y bosques marginales de la selva misionera los cuales se extienden hacia el sur, formando angostas galerías en los albardones de las islas del río Paraná, penetrando hacia el oeste por todos sus afluentes, esteros y lagunas. También existe una influencia de especies vegetales del espinal, y del Chaco húmedo.

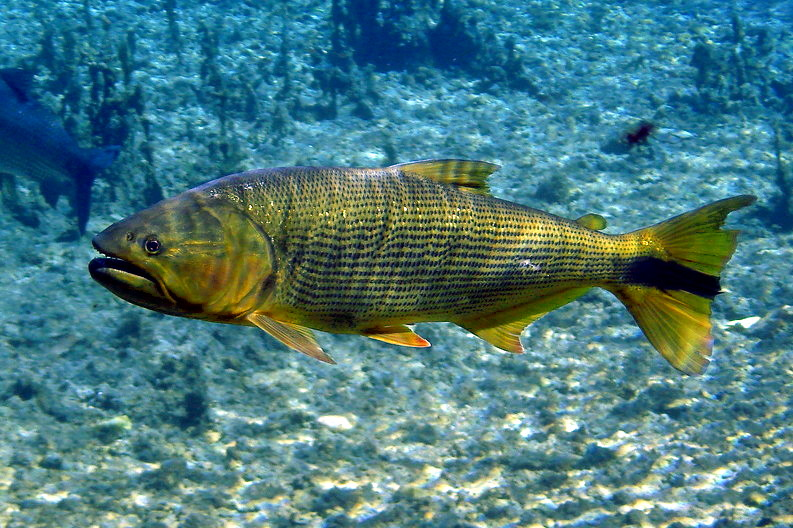
El dorado.

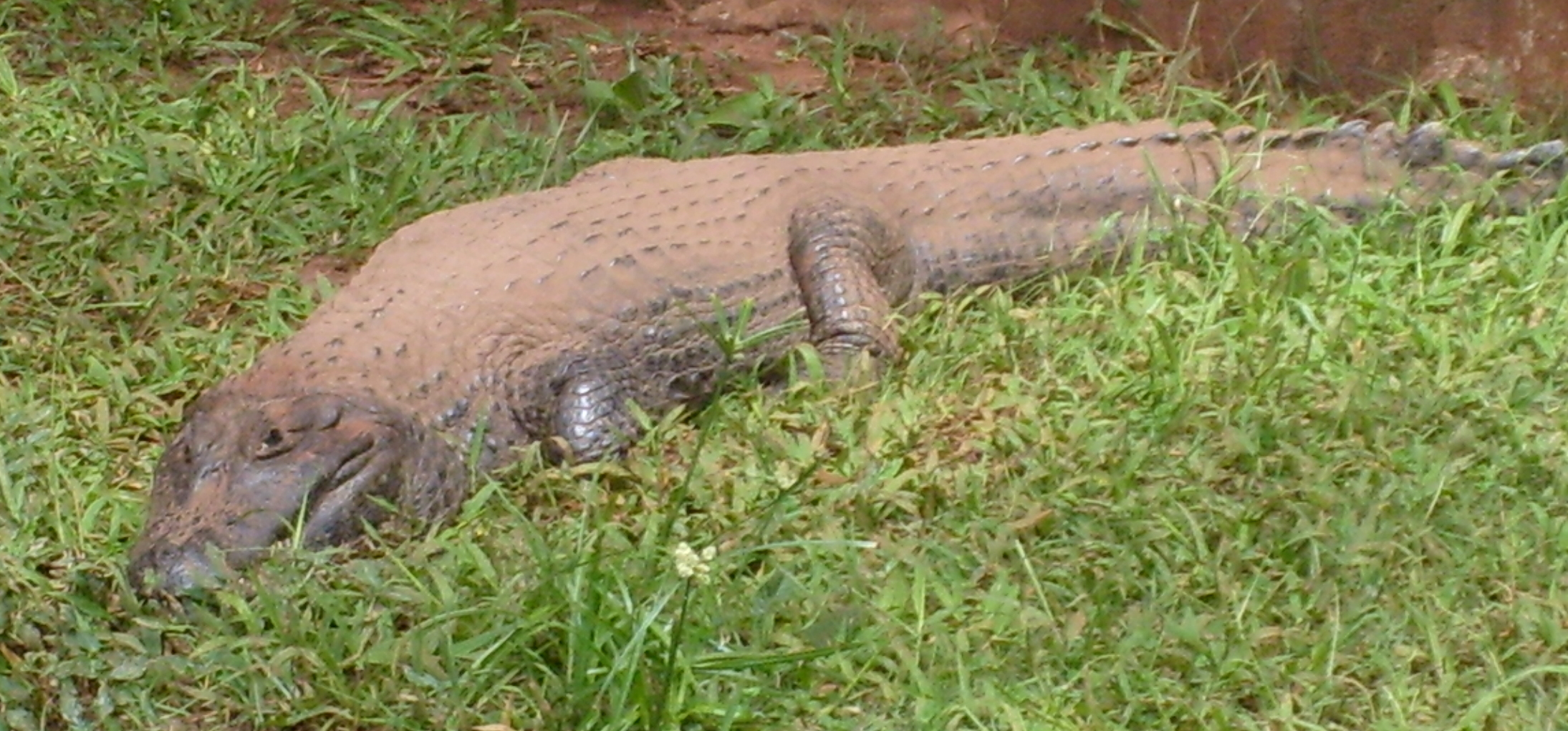
El yacaré ñato.

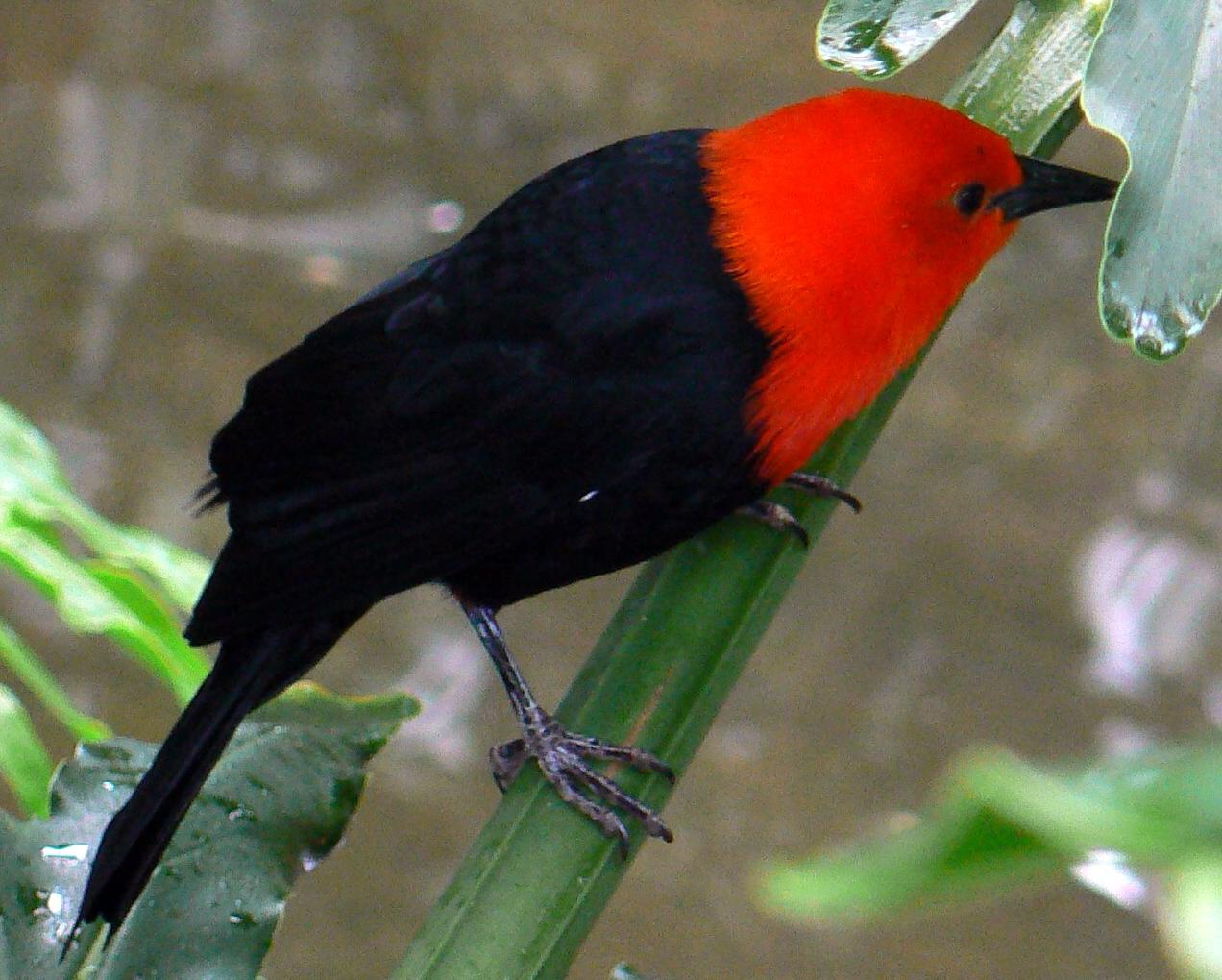
El federal.

#### De los humedales
Cubriendo las costas de las lagunas y bañados se hallan diversas comunidades vegetales, entre las que se destacan los varillares de duraznillo blanco (Solanum glaucophyllum), juncales (Scirpus californicus), cataizales de Polygonum acuminatum y Polygonum stelligerum, canutillares (Paspalum repens), pehuajozales de Thalia geniculata y Thalia multiflora, pirizales (Cyperus giganteus), totorales de Typha domingensis y Typha latifolia, espadañales (Zizaniopsis bonariensis) y en aguas profundas aparece el camalotal (Pontederia) y el curioso irupé. El duraznillo blanco suele ser excluido por el junco, una delgada ciperácea que puede alcanzar hasta dos metros de altura. El gran desarrollo del junco llega a producir la colmatación de algunos cuerpos de agua: al morir, sus tallos elevan el fondo de muchas lagunas interiores, avanzando un paso más en la sucesión natural. 
En suelos bajos, próximos a los cursos de agua, se hallan pequeños bosques de espinillo o aromito, que destacan, a fines del invierno, por la fragancia y el colorido de sus flores.

#### De los albardones
En los albardones se encuentran los bosques fluviales o ribereños, que son angostos (varían desde una sola hilera de árboles hasta más de setenta metros de ancho) y cuya vegetación va cambiando de acuerdo a su grado de madurez. El sauce criollo y el aliso de río suelen formar colonias casi puras, denominadas genéricamente sauzales, en las márgenes de los ríos. Son las primeras especies que colonizan los albardones recientemente formados o sitios despojados de su vegetación natural a causa de una perturbación.
En los sitios más altos se desarrollan otras especies como el ceibo, el laurel de río, el timbó blanco o el curupí, que enriquecen la composición de estos bosques, los cuales presentan también un estrato herbáceo de gran importancia: arbustales de espinillo, chilcas, rama negra, sarandíes, y pastizales de cortadera, totora, espadaña, carrizo, canutillo, y numerosas especies de gramíneas.

### Fauna
La fauna es particularmente rica, a causa de la variedad de ecosistemas y la presencia de refugios naturales.

#### Peces
Su destacada ictiofauna es representativa de la ecorregión de agua dulce Paraná inferior.
Sobresalen, por el tamaño y abundancia de sus representantes: el dorado, el surubí común, el surubí atigrado, el manduvá, el manduví, el bagre sapo, el bagre hocicón, el bagre blanco, el bagre amarillo, el pacú, la boga, salmón de río, el sábalo, la tararira, la anguila picuda, varias especies de palometas o pirañas, mojarras, y rayas de río.

#### Reptiles
Entre los reptiles, el lagarto overo, la tortuga acuática de cuello largo y la tortuga de laguna son abundantes localmente. El yacaré negro y el yacaré ñato llegan desde el norte hasta las islas de la región, donde el último incluso nidifica. También sobresalen como especies carismáticas la yarará, y la ñacaniná, además de gran variedad de especies de lagartijas, víboras y culebras. Se encuentra ya extinta la boa curiyú.

#### Anfibios
Hay una gran diversidad de anfibios compuesta por un elevado número de especies de ranas, sapos, escuerzos, etc (de las familias Bufonidae, Microhylidae, Leptodactylidae e Hylidae).

#### Aves
Entre las aves encontramos el gavilán caracolero, un ave rapaz que caza los grandes caracoles operculados prosobranquios del orden Mesogastropoda, Ampullariidae), el hornero, el arañero cara negra, el tordo renegrido, el cardenilla, el cabecita negra, la torcacita, el federal, el jilguero, la tacuarita azul, el benteveo, el carpintero real, el chingolo, el zorzal colorado, el cardenal, entre otras.
Asociadas a lagunas, bañados y cursos hídricos, hallan hábitat propicios diferentes aves acuáticas, entre las que podemos reconocer al biguá, el caraú, la garza blanca, la garza bruja, cigüeñas, la espátula rosada, la garcita azulada, la gallareta chica, el gallito de agua, y el pato sirirí pampa, como los más abundantes.
Entre las aves migratorias que hacen escala en la ecorregión se pueden mencionar a la golondrina doméstica, la golondrina parda, el suiriri real, y a la tijereta.

#### Mamíferos
Los mamíferos más característicos son el lobito de río, el carpincho, el gato montés, la rata acuática, la rata colorada, el ratón de campo, el cuis común, el coipo (llamado localmente: «nutria»), la comadreja colorada, la comadreja overa, el murciélago cola de ratón, el murciélago pardo, y el vampiro, entre otros. Se encuentran ya extintos el yaguareté, el puma, y el aguará guazú.
El ciervo de los pantanos habitó hasta hace pocos años el área, y podría ser reintroducido.

### Clima
El clima de este parque nacional se clasifica como clima pampeano subtropical; con ningún mes seco, siendo sus temperaturas mayores que el cercano clima clima pampeano típico, en especial las temperaturas mínimas del invierno lo que permite la presencia de especies megatérmicas que descienden por el corredor biológico que representa el valle de inundación del río Paraná.
Hay una temporada calurosa desde octubre a abril (de 18 °C a 32 °C, con picos que pueden superar los 40 °C) y una fría entre principios de junio  y la primera mitad de agosto (con mínimas en promedio de 5 °C y máximas promedio de 16 °C), oscilando las temperaturas promedio anuales entre los 10 °C (mínima), y los 23 °C (máxima). Llueve más en verano que en invierno, con un volumen de precipitaciones total de entre 800 y 1300 mm al año (según el Hemiciclo climático: húmedo "1870 a 1920" y "1973 a ¿2020?").
La nieve es un fenómeno excepcional. Un riesgo factible son los tornados y tormentas severas, con un pico de frecuencia entre octubre y marzo; estos fenómenos se generan por los encuentros de una masa húmeda y cálida del norte del país y una fría y seca del sector sur argentino.
| Temperatura máxima mensual (°C)    | 30   | 28    | 26    | 23   | 20   | 16   | 15   | 18   | 21   | 23    | 26    | 29   |
| Temperatura mínima mensual (°C)    | 18   | 17    | 15    | 10   | 7    | 2    | -2   | 3    | 7    | 11    | 13    | 15   |
| Precipitaciones (mm)               | 98.3 | 124.1 | 120.2 | 88.0 | 64.9 | 19.5 | 29.5 | 31.0 | 56.4 | 100.6 | 107.4 | 93.3 |
| Fuente: Weather Channel en Español |      |       |       |      |      |      |      |      |      |       |       |      |

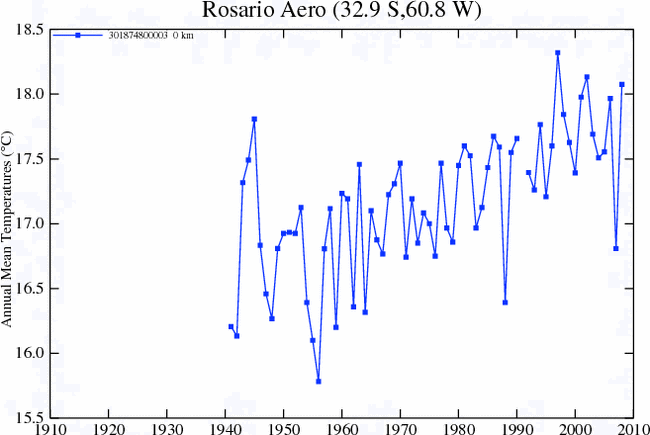
Tº en casilla desde 1941, indicando solamente la tropicalización de la Isla de Calor del Gran Rosario. La región expresa sin sesgo la Tº según la Estación meteo de Zavalla, a 40 km del Gran Rosario..
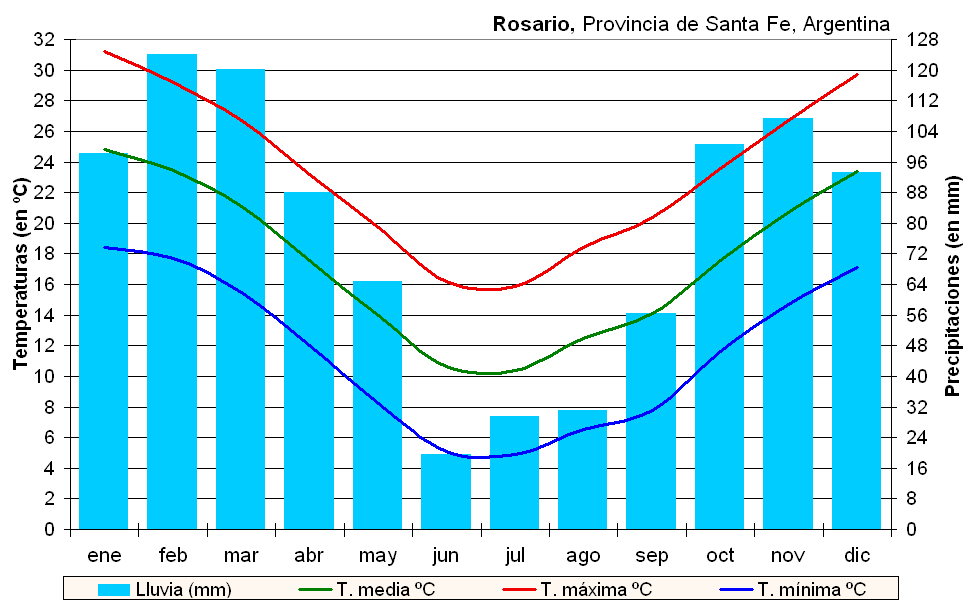
Climograma del área del Parque Nacional Islas de Santa Fe.

## Administración
Por resolución n.º 126/2011 de la Administración de Parques Nacionales de 19 de mayo de 2011 se dispuso que parque nacional encuadrara para los fines administrativos en la categoría áreas protegidas de complejidad III, por lo cual tiene a su frente un intendente designado, del que dependen 4 departamentos (Administración; Obras y Mantenimiento; Guardaparques Nacionales; Conservación y Uso Público) y la división de Despacho y Mesa de Entradas, Salidas, y Notificaciones. La intendencia del Parque está ubicada en la localidad de Puerto Gaboto en la calle Alameda al 1530.

## Modo de acceso
La RN 11 une las ciudades de Rosario y Santa Fe. Se baja de ella en el acceso a Maciel, a 3 km de la ruta y a 7 km de Puerto Gaboto.